# Crotonia brassicae
Crotonia brassicae är en kvalsterart som beskrevs av Wallwork 1977. Crotonia brassicae ingår i släktet Crotonia och familjen Crotoniidae. Inga underarter finns listade i Catalogue of Life.